# 溝子墘 (彰化縣)
溝子墘，原寫為溝仔墘，是臺灣彰化縣芳苑鄉的一個傳統地域名稱，位於該鄉西部偏南地帶。相較於今日行政區，其範圍大致與永興村相近。

## 歷史
台灣清治末期至日治初期，溝子墘地區為一街庄，稱為「溝仔墘庄」，隸屬於深耕堡。該庄西北臨台灣海峽，東北及東與王功庄為鄰，東南邊及南邊為埤腳庄，西南邊一小段與番挖庄為界。
1901年（日治明治三十四年）11月，全台廢縣廳改設二十廳，該庄隸屬於彰化廳。1903年（明治三十六年）6月，該庄編入「番挖區」，隸屬於彰化廳。1909年（明治四十二年）10月，合併二十廳為十二廳，番挖區改隸屬於臺中廳。1920年（大正九年），廢廳、支廳、區、街庄（舊制）改設州、郡、街庄（新制）、大字，該庄改制並雅化為「溝子墘」大字，隸屬於臺中州北斗郡沙山庄。
戰後沙山庄改制為沙山鄉，隸屬於臺中縣，大字亦改制為村。1946年2月，沙山鄉改名為芳苑鄉。1950年10月，中、彰、投分治，芳苑鄉改隸屬彰化縣。

## 聚落
本地區發展較早的聚落為外溝仔墘，在日治期初期的官方地圖上已有記載。

## 交通
省道台17線又稱「西部濱海公路」，是清水區甲南至枋寮鄉水底寮的幹道，大致以東北—西南走向轉北北東—南南西走向經過本地區。由該道路向東北轉北北東繞過王功市區可前往福興、鹿港、線西、伸港等地，向南南西可前往芳苑市區、大城、麥寮、台西等地。
鄉道彰121-1線（復興巷，太平路永興段、太平路永興段202巷）是永興至五圳頭的道路，其西側端點位於本地區外溝仔墘聚落西側偏北的省道台17線路口。由此向東微北轉南南西，至鄉道彰157線起點路口轉東南東再轉東蜿蜒而行，其後轉東南微東出境後，轉東南東可前往王功與埤腳交界地帶並止於鄉道彰121線路口。
鄉道彰157線（太平路永興段、仁愛路）是永興至魚寮的道路，其北側端點位於外溝仔墘聚落中央偏東北的鄉道彰121-1線轉角路口。由此向南南西至仁愛路路口轉東再轉南南西再轉東南東，出聚落後轉東南至本地區東部邊界地帶南側轉南，出境後可前往埤腳、沙山東端、頂廍子、路上厝、魚寮並止於縣道143號路口。

## 學校
- 育華國小